# Rammelfangen
Rammelfangen ist ein Ortsteil der Gemeinde Wallerfangen im Landkreis Saarlouis (Saarland). Bis Ende 1973 war Rammelfangen eine eigenständige Gemeinde.

## Geographie
Der Ort liegt im Norden der Gemeinde auf dem Saargau.

## Geschichte
Der Ort wurde 1159 unter dem Namen Ramelvengen erstmals in einer Schenkungsurkunde des Trierer Erzbischof Hillin erwähnt.
Ernst du Sartz de Vigneulles (1798–1867) ließ in den Jahren 1850 das aktuelle Schloss bauen.
Im Rahmen der saarländischen Gebiets- und Verwaltungsreform wurde die bis dahin eigenständige Gemeinde Rammelfangen am 1. Januar 1974 der Gemeinde Wallerfangen zugeordnet. Rammelfangen ist seitdem ein Ortsteil und ein Gemeindebezirk.
1987 wurden Gräber aus der Merowingerzeit entdeckt (590–600 n. Chr.).

## Sehenswürdigkeiten
- Schloss und Hofgut mit Hofkapelle von ca. 1736.